# GP van Groot-Brittannië MX2 2006
De Grote Prijs van Groot-Brittannië 2006 in de MX2-klasse motorcross werd gehouden op 16 april 2006 op het circuit van Matterly Basin nabij Winchester. Het was de achtste Grote Prijs van het wereldkampioenschap.
De reeksoverwinningen waren voor de Italianen David Philippaerts en Antonio Cairoli; de eindzege in de GP ging naar Philippaerts. In de WK-stand wipte Philippaerts over Marc de Reuver naar de derde plaats. De Reuver viel in de eerste reeks en kwam in de tweede niet verder dan de zeventiende plaats.
- Patrick Caps kwam ten val tijdens de training voor de Grote Prijs en brak zijn sleutelbeen.
- Tyla Rattray kwetste zich tijdens de trainingen, deed wel mee aan de Grote Prijs maar werd pas zeventiende.

## Uitslag eerste reeks
| Plaats | Naam               | Land |
| ------ | ------------------ | ---- |
| 1      | David Philippaerts | ITA  |
| 2      | Christophe Pourcel | FRA  |
| 3      | Billy Mackenzie    | GBR  |
| 4      | Davide Guarneri    | ITA  |
| 5      | Kenneth Gundersen  | NOR  |
| 6      | Antonio Cairoli    | ITA  |
| 7      | Gareth Swanepoel   | RSA  |
| 8      | Tommy Searle       | GBR  |
| 9      | Nicolas Aubin      | FRA  |
| 10     | Sébastien Pourcel  | FRA  |

## Uitslag tweede reeks
| Plaats | Naam               | Land |
| ------ | ------------------ | ---- |
| 1      | Antonio Cairoli    | ITA  |
| 2      | David Philippaerts | ITA  |
| 3      | Tommy Searle       | GBR  |
| 4      | Sébastien Pourcel  | FRA  |
| 5      | Rui Gonçalves      | POR  |
| 6      | Kenneth Gundersen  | NOR  |
| 7      | Anthony Boissière  | FRA  |
| 8      | Billy Mackenzie    | GBR  |
| 9      | Carl Nunn          | GBR  |
| 10     | Alessio Chiodi     | ITA  |

## Eindstand Grote Prijs
| Plaats | Naam               | Land | Punten |
| ------ | ------------------ | ---- | ------ |
| 1      | David Philippaerts | ITA  | 47     |
| 2      | Antonio Cairoli    | ITA  | 40     |
| 3      | Tommy Searle       | GBR  | 33     |
| 4      | Billy Mackenzie    | GBR  | 33     |
| 5      | Kenneth Gundersen  | NOR  | 31     |
| 6      | Christophe Pourcel | FRA  | 31     |
| 7      | Sébastien Pourcel  | FRA  | 29     |
| 8      | Rui Gonçalves      | POR  | 25     |
| 9      | Carl Nunn          | GBR  | 22     |
| 10     | Anthony Boissière  | FRA  | 21     |

## Tussenstand wereldkampioenschap
| Plaats | Naam                   | Land | Punten |
| ------ | ---------------------- | ---- | ------ |
| 1      | Christophe Pourcel     | FRA  | 305    |
| 2      | Antonio Cairoli        | ITA  | 271    |
| 3      | David Philippaerts     | ITA  | 257    |
| 4      | Marc de Reuver         | NED  | 250    |
| 5      | Tyla Rattray           | RSA  | 245    |
| 6      | Billy Mackenzie        | GBR  | 201    |
| 7      | Carl Nunn              | GBR  | 181    |
| 8      | Kenneth Gundersen      | NOR  | 170    |
| 9      | Sébastien Pourcel      | FRA  | 169    |
| 10     | Tommy Searle           | GBR  | 162    |
| 11     | Rui Gonçalves          | POR  | 157    |
| 12     | Gareth Swanepoel       | RSA  | 148    |
| 13     | Alessio Chiodi         | ITA  | 143    |
| 14     | Davide Guarneri        | ITA  | 112    |
| 15     | Luigi Séguy            | FRA  | 94     |
| 16     | Manuel Monni           | ITA  | 89     |
| 17     | Anthony Boissière      | FRA  | 87     |
| 18     | Matti Seistola         | FIN  | 69     |
| 19     | Aigar Leok             | EST  | 64     |
| 20     | Pierre-Alexandre Renet | FRA  | 51     |